# Krig (demo)
Krig (szw. Wojna) – album demo zespołu Puissance, wydane na kasecie magnetofonowej w 1995 roku.

## Lista utworów
1. "All Form Av Död" - 6:58
2. "Krig" - 6:52
3. "Döden I All Enkelhet" - 4:48